# Höckendorf
Höckendorf este o comună din landul Saxonia, Germania.